# Maryam Abdulelah
Maryam Abdulhameed Abdulelah (* 20. April 2000 in Bagdad) ist eine irakische Leichtathletin, die sich auf den Hochsprung spezialisiert hat und in dieser Disziplin den Landesrekord innehat.

## Sportliche Laufbahn
Erste internationale Erfahrungen sammelte Maryam Abdulelah bei den Juniorenasienmeisterschaften 2016 in der Ho-Chi-Minh-Stadt, bei denen sie mit 1,65 m den zehnten Platz belegte. 2017 gewann sie bei den Jugendasienmeisterschaften in Bangkok mit übersprungenen 1,73 m die Goldmedaille und wurde bei den Jugendweltmeisterschaften in Nairobi mit 1,70 m Zehnte. Im selben Jahr siegte sie auch bei den Arabischen Jugendmeisterschaften in Radès mit 1,59 m. 2018 nahm sie erneut an den Juniorenasienmeisterschaften in Gifu teil und siegte dort mit 1,80. Damit qualifizierte sie sich für die U20-Weltmeisterschaften in Tampere, bei denen sie mit 1,77 m in der Qualifikation ausschied. Ende August nahm sie erstmals an den Asienspielen in Jakarta teil und belegte dort mit 1,70 m den geteilten elften Rang. 2021 belegte sie bei den Arabischen Meisterschaften in Radès mit 1,60 m den siebten Platz und 2023 gelangte sie bei den Hallenasienmeisterschaften in Astana mit 1,75 m auf Rang acht. Im Juni gewann sie bei den Arabischen Meisterschaften in Marrakesch mit 1,74 m die Bronzemedaille hinter den Marokkanerinnen Rhizlane Siba und Assiya el-Hafyan und kurz darauf musste sie sich bei den Panarabischen Spielen in Algier mit 1,73 m der Algerierin Darina Hadil Rezik und Siba aus Marokko geschlagen geben. Im Juli wurde sie bei den Asienmeisterschaften in Bangkok mit 1,70 m Zwölfte, ehe sie bei den World University Games in Chengdu mit 1,65 m den Finaleinzug verpasste.
In den Jahren 2017 bis 2019 sowie 2021 und 2022 wurde Abdulelah irakische Meisterin im Hochsprung.

## Persönlichkeiten
- Hochsprung: 1,82 m 5. Mai 2018 in Erbil (irakischer Rekord)
  - Hochsprung (Halle): 1,75 m, 12. Februar 2023 in Astana